# Bilal Başacıkoğlu
Bilal Başaçıkoğlu (Zaandam, 26 maart 1995) is een Turks-Nederlands voetballer die bij voorkeur als vleugelspeler speelt.

## Clubcarrière
Bilal Başaçıkoğlu speelde als D-junior twee jaar bij AFC Ajax en moest toen weg. Hierna speelde hij in de jeugd voor HFC Haarlem totdat die club in 2010 failliet ging en hij voor de amateurs van RKSV Pancratius ging spelen. In 2011 werd hij vervolgens gehaald naar de jeugdopleiding van sc Heerenveen.

### sc Heerenveen
Başaçıkoğlu komt als B-junior in de jeugdopleiding van sc Heerenveen. Hier vielen zijn prestaties al snel op en werd daardoor opgeroepen voor verschillende jeugdelftallen van de KNVB. Zijn prestaties werden ook door Heerenveen beloond door hem twee keer in korte tijd een (verbeterd) contract aan te bieden. Hij debuteerde op 8 november 2013 voor Heerenveen in de thuiswedstrijd tegen RKC Waalwijk. In verband met blessures van een aantal aanvallende spelers, waaronder Uche Nwofor en Yanic Wildschut, zat hij die wedstrijd voor het eerst op de bank. Hij viel in de 87ste minuut in voor Hakim Ziyech. De eerst volgende speelronde maakte hij ook meteen zijn basisdebuut in de 1-1 gespeelde wedstrijd tegen PSV vanwege een blessure van Alfreð Finnbogason. Na 78 minuten werd hij vervangen door Wildschut. Op 19 december 2013 maakt hij zijn eerste doelpunt in de Eredivisie in het duel tegen AZ, dat uiteindelijk met 1-5 gewonnen werd door sc Heerenveen.

### Feyenoord
Op 31 juli 2014 maakte hij de overstap voor drieënhalf miljoen euro naar Feyenoord. Hij maakte zijn debuut voor Feyenoord op zondag 10 augustus 2014, toen hij na 67 minuten werd gewisseld voor Ruben Schaken in de competitiewedstrijd tegen ADO Den Haag (0-1).

### Turkije
Hij maakte in 2018 de overstap van Feyenoord naar Kayserispor, alwaar hij een driejarig contract tekende. In december 2019 liet hij zijn contract ontbinden. In januari 2020 verbond hij zich aan Trabzonspor. Nadat zijn contract daar in januari 2021 ontbonden was, ging hij naar Gaziantep FK.

### Heracles Almelo
Op 20 mei 2021 werd bekendgemaakt dat Basacikoglu terugkeerde naar Nederland. Hij tekende een tweejarig contract bij Heracles Almelo.

### Vervolg loopbaan in Turkije bij Tuzlaspor
Na de degredatie van Heracles Almelo uit de Eredivisie heeft Basacikoglu bekendgemaakt dat hij terugkeerde naar Turkije. Hij tekende een eenjarig contract bij Tuzlaspor in Istanboel.

## Statistieken
| Seizoen         | Club            | Competitie      | Competitie | Competitie | Beker | Beker | Internationaal | Internationaal | Overig | Overig | Totaal | Totaal |
| Seizoen         | Club            | Competitie      | Wed.       | Dlp.       | Wed.  | Dlp.  | Wed.           | Dlp.           | Wed.   | Dlp.   | Wed.   | Dlp.   |
| --------------- | --------------- | --------------- | ---------- | ---------- | ----- | ----- | -------------- | -------------- | ------ | ------ | ------ | ------ |
| 2013/14         | sc Heerenveen   | Eredivisie      | 22         | 6          | 1     | 0     | 0              | 0              | 2      | 0      | 25     | 6      |
| Club totaal     | Club totaal     | Club totaal     | 22         | 6          | 1     | 0     | 0              | 0              | 2      | 0      | 25     | 6      |
| 2014/15         | Feyenoord       | Eredivisie      | 11         | 0          | 1     | 0     | 4              | 0              | 2      | 0      | 18     | 0      |
| 2015/16         | Feyenoord       | Eredivisie      | 28         | 3          | 5     | 0     | 0              | 0              | 0      | 0      | 33     | 3      |
| 2016/17         | Feyenoord       | Eredivisie      | 24         | 0          | 3     | 1     | 6              | 0              | 1      | 0      | 34     | 1      |
| 2017/18         | Feyenoord       | Eredivisie      | 13         | 3          | 2     | 0     | 2              | 0              | 1      | 0      | 18     | 3      |
| Club totaal     | Club totaal     | Club totaal     | 76         | 6          | 11    | 1     | 12             | 0              | 4      | 0      | 103    | 7      |
| 2018/19         | Kayserispor     | Süper Lig       | 22         | 0          | 4     | 3     | 0              | 0              | 0      | 0      | 26     | 3      |
| 2019/20         | Kayserispor     | Süper Lig       | 11         | 0          | 0     | 0     | 0              | 0              | 0      | 0      | 11     | 0      |
| Club totaal     | Club totaal     | Club totaal     | 33         | 0          | 4     | 3     | 0              | 0              | 0      | 0      | 37     | 3      |
| 2019/20         | Trabzonspor     | Süper Lig       | 7          | 0          | 5     | 0     | 0              | 0              | 0      | 0      | 12     | 0      |
| 2020/21         | Trabzonspor     | Süper Lig       | 6          | 0          | 1     | 0     | 0              | 0              | 0      | 0      | 7      | 0      |
| Club totaal     | Club totaal     | Club totaal     | 13         | 0          | 6     | 0     | 0              | 0              | 0      | 0      | 19     | 0      |
| 2021/22         | Gaziantepspor   | Süper Lig       | 12         | 0          | 0     | 0     | 0              | 0              | 0      | 0      | 12     | 0      |
| Club totaal     | Club totaal     | Club totaal     | 12         | 0          | 0     | 0     | 0              | 0              | 0      | 0      | 12     | 0      |
| 2021/22         | Heracles Almelo | Eredivisie      | 27         | 1          | 2     | 1     | 0              | 0              | 1      | 0      | 30     | 2      |
| Carrière totaal | Carrière totaal | Carrière totaal | 183        | 13         | 24    | 5     | 12             | 0              | 7      | 0      | 226    | 18     |

Bijgewerkt op 15 juli 2022

## Erelijst
| Eredivisie           | 1x | 2016/17          |
| KNVB beker           | 2x | 2015/16, 2017/18 |
| Johan Cruijff Schaal | 1x | 2017             |